# Donnerblech

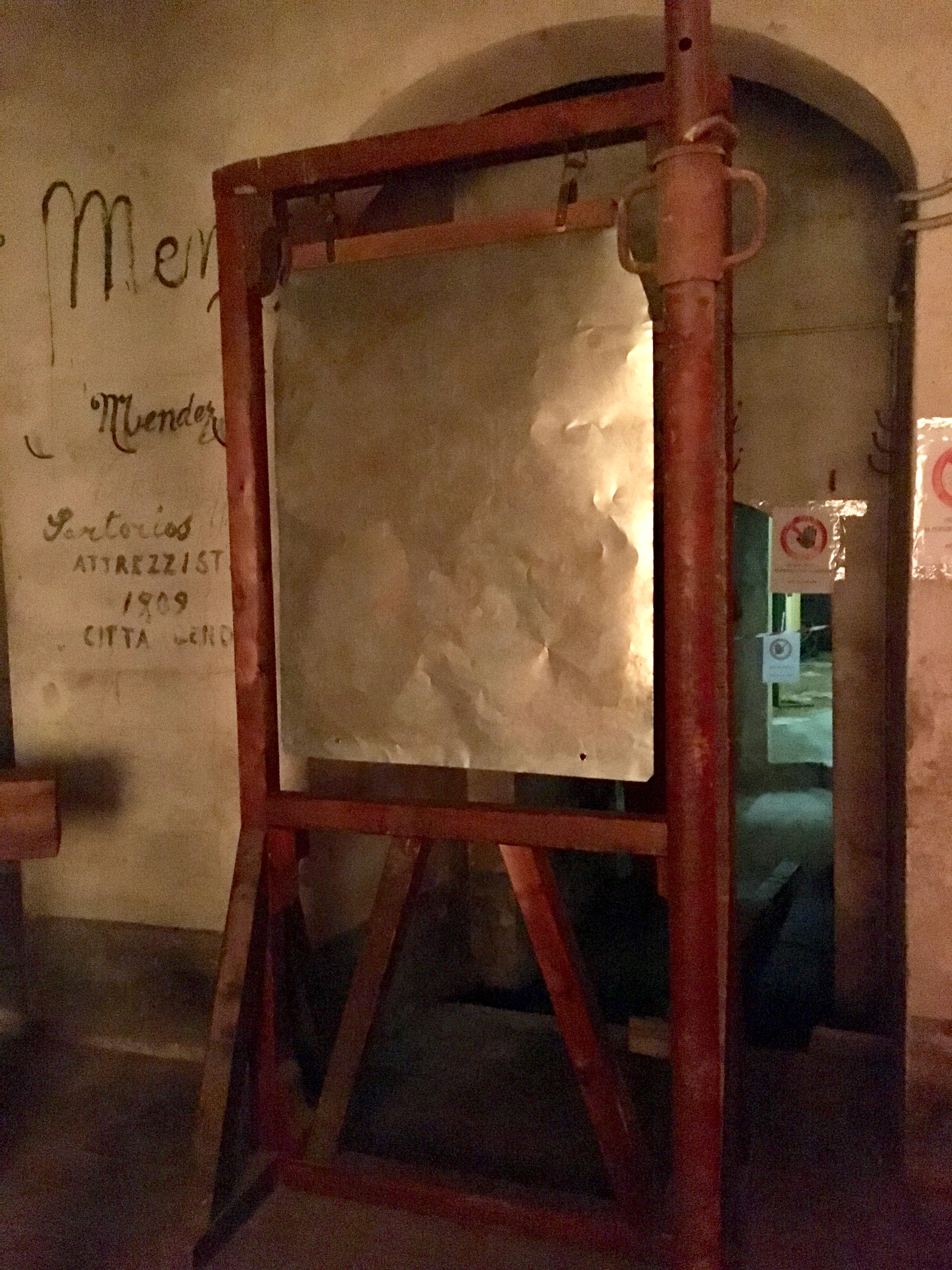
Donnerblech im Teatro della Pergola in Florenz

Donnerblech, auch Folienrassel, ist ein zu den Idiophonen gehörender Klangerzeuger. Das Schlaginstrument besteht meist aus einer rechteckigen Blechtafel mit 1 bis 1,50 Meter Seitenlänge und zwei Handgriffen, mittels derer es verbogen wird und dabei den großen Blechtafeln eigenen Klang von sich gibt. Dieser Klang gibt dem Donnerblech seinen Namen, da er entfernt an Donnergrollen erinnert.
Im Sinfonieorchester wird das Donnerblech dem Schlagwerk zugeordnet. Eine Anwendung für das Donnerblech ist die Alpensinfonie von Richard Strauss, dort werden mit dem Donnerblech Gewitter und Sturm untermalt. Auch Maurice Ravel setzte in Daphnis et Chloé das Donnerblech ein. Ferner wird das Donnerblech im Theater und zur Vertonung von Filmen und Hörspielen verwendet.